# Forcipomyia basiflava
Forcipomyia basiflava är en tvåvingeart som beskrevs av Tokunaga 1959. Forcipomyia basiflava ingår i släktet Forcipomyia och familjen svidknott. Inga underarter finns listade i Catalogue of Life.